# Ensemble tonnelé
En analyse fonctionnelle et dans les domaines proches de mathématiques, un ensemble tonnelé ou un tonneau dans un espace vectoriel topologique est un ensemble qui est convexe, absorbant, fermé et équilibré (de manière mnémotechnique, c'est un tonneau de c.a.f.é.).

## Définition
Un ensemble E d'un K-espace vectoriel topologique X (où K est un corps valué non discret qui est une {\displaystyle \mathbb {R} }-algèbre) est tonnelé s'il est :
- convexe : {\displaystyle \forall t\in [0,1],tE+(1-t)E\subset E}
- équilibré : {\displaystyle \forall \lambda \in K,|\lambda |\leq 1\Rightarrow \lambda E\subset E}
- absorbant : {\displaystyle \forall x\in X,\exists \alpha \in \mathbb {R} _{+}^{*},\forall \lambda \in K:|\lambda |\leq \alpha \Rightarrow \lambda x\in E}
- fermé

Remarques.
- Seule la dernière propriété (fermé) est topologique.
- Pour qu'un convexe E soit équilibré (on dit aussi « cerclé »), il suffit que {\displaystyle \forall \lambda \in K,|\lambda |=1\Rightarrow \lambda E\subset E.}
- Une partie E est un convexe équilibré si et seulement si elle est absolument convexe (en) : {\displaystyle \forall \lambda ,\mu \in K,|\lambda |+|\mu |\leq 1\Rightarrow \lambda E+\mu E\subset E.}
- Pour qu'une partie équilibrée E soit absorbante, il suffit que tout vecteur de X soit l'homothétique d'un vecteur de E : {\displaystyle KE=X.}

## Propriétés
Les tonneaux ont des propriétés intéressantes essentiellement dans le cas localement convexe. En effet, soit E un espace localement convexe (sur le corps des réels ou des complexes), {\displaystyle E^{\prime }} son dual et T une partie de E. Les conditions suivantes sont équivalentes :
(a) T est un tonneau ;
(b) T est le polaire d'un ensemble M convexe, équilibré et fortement borné dans {\displaystyle E^{\prime }} ;
(c) il existe une semi-norme p sur E, semi-continue inférieurement, telle que T soit l'ensemble des {\displaystyle x\in E} satisfaisant à {\displaystyle p(x)\leq 1}.
Ces équivalences sont une conséquence du théorème des bipolaires (donc du théorème de Hahn-Banach).

## Exemples
- Dans un espace vectoriel semi-normé, la boule unité est tonnelée.
- Tout espace localement convexe admet une base de voisinages de 0 tonnelés.